# Диана Дончева
Диана Петкова Дончева е българска журналистка, с професионален опит в Дарик радио, БНТ, bTV, TV2, PRO.BG и БНР.

## Биография
Диана Дончева е родена на 6 февруари 1970 г. във Велико Търново, където завършва средното си образование и след това висше в Софийския университет „Св. Климент Охридски“, специалност Българска филология и втора специалност – Журналистика.
Между 1993 и 2001 г. работи в Дарик радио като репортерка, водеща на сутрешен блок, на новини и на политическото предаване „Денят“. През това време прави специализации като журналист в BBC – Лондон, Калифорния и Рим. През 1999 г. е избрана за репортер на Дарик радио за отразяване на войната в Косово. Отразява събитията в Парламента и в Министерския съвет.
В продължение на 4 години води политическо предаване по БНТ, като започва в предаването „Отзвук“.
От 2001 г. до юни 2008 г. Диана е репортерка и водеща на обедните новини по БТВ, а през месец септември 2008 г. е част от TV2.
От февруари 2017 г. е една от водещите на „Преди всички“ на Българско национално радио, програма „Хоризонт“.